# Список серий аниме Hunter × Hunter (1999)
Список серий аниме-сериала Hunter × Hunter (1999), экранизации одноимённой манги Ёсихиро Тогаси, сделанной Nippon Animation и режиссёром Кадзухиро Фурухаси.
Сериал основан только на первых 11 томах манги, последующие сюжетные арки выпускались как OVA.

## Содержание
| Сюжетные арки «Hunter x Hunter» | Сюжетные арки «Hunter x Hunter»                                                                                   |
| ------------------------------- | --- |
| Аниме-сериал                    | Экзамен на охотника (1—30) • Семья Зольдик (31—36) • Небесная арена (37—51) • Город Йоркнью (51—62)               |
| OVA                             | Hunter x Hunter Ova 1 (8) • Hunter x Hunter — Остров Жадности (8) • Hunter x Hunter — Остров Жадности. Финал (14) |
| Музыкальное сопровождение       | |
| Музыкальное сопровождение OVA   | |
| Ссылки                          | |

## Аниме-сериал
62 эпизода сериала Hunter × Hunter впервые были показаны на Fuji Television с 16 октября 1999 года по 31 марта 2001 года.

### Экзамен на охотника
| 1 | Мальчик, отправляющийся в поездку x Оставляя звуки ветра позади «Tabi iku shōnen × Kaze no oto wo nokoshite» (旅行く少年×風の音を残して) | 16 октября 1999 |
| Десятилетнего Гона Фрикса спасает от лисомедведя таинственный незнакомец, убивший хищника. Гон не даёт убить детёныша лисомедведя, решив его вырастить сам. Спаситель оказывается Охотником по имени Кайт. Он ищет своего учителя. Выясняется, что этот учитель — отец Гона, Джинг Фрикс, один из величайших Охотников. Гон решает стать Охотником и найти своего отца. | |                 |
| 2 | Встреча x Робость x В путь «Deai × Tomadoi × Shukko» (出会い×とまどい×出航)                                                              | 23 октября 1999 |
| Тётя Мито разрешает Гону сдавать экзамен на охотника, после того как тот с помощью удочки своего отца успешно прошёл назначенное ею испытание. Гон идёт в город, чтобы сесть на корабль плывущий к острову Охотников. В городе Гон встречает Леорио Паладинайта, студента-медика, убеждённого, что деньги правят миром, и мечтающего разбогатеть. После нескольких стычек друг с другом они сближаются. Леорио также решает сдать экзамен и стать Охотником, что позволит ему найти деньги на окончание учёбы. Вдвоём они спасают животных из передвижного зоопарка, чудом успев на корабль уже отплывший от пристани. | |                 |
| 3 | Гордость x Шторм x Поединок «Puraido × Araumi × Kettō» (プライド×荒海×決闘)                                                              | 30 октября 1999 |
| На корабле Гон и Леорио знакомятся с подростком Курапикой. Выясняется, что все пассажиры корабля хотят сдать экзамен на Охотника. Капитан просит каждого рассказать о причине такого желания. Гон хочет найти своего отца, Леорио мечтает разбогатеть, а Курапика хочет ловить преступников во имя правосудия. Выясняется, что экзамен уже начался. | |                 |
| 4 | Решение x Короткий путь x Обход «Sentaku × Chikamichi × Mawari michi» (選択×近道×まわり道)                                               | 6 ноября 1999   |
| Капитан судна рекомендует идти к дереву на вершине горы, а не непосредственно к цели. Гон и Курапика следуют совету, а Леорио предпочитает сесть с большинством на автобус, который оказывается ловушкой, так что ему также приходится идти лесом. Вместе с Гоном и Курапикой к дереву отправляется ещё один испытуемый, Мэттью, который затем предаёт их. Герои успешно ответили на загадку экзаменатора. Теперь им надо найти проводники к месту экзамена. | |                 |
| 5 | Ложь x Правда? x Кирико «Uso × Honto? × Kiriko» (ウソ×ホント?×キリコ)                                                                    | 13 ноября 1999  |
| Гон, Курапика и Леорио находят в хижину в лесу, где их должны ждать проводники к месту экзамена. Их встречают муж и жена, ставшие жертвой нападения диких зверей. Неожиданно появляется зверь и похищает жену. Леорио остается для лечения раненого мужа, как Гон и Курапика бросаются в погоню, чтобы спасти жену. В конце концов выясняется, что муж и жена, а также нападавшие на них звери члены одной семьи и именно они являются проводниками к месту экзамена. Найдя троих друзей достойным участвовать в экзамене на лицензию Охотников, они доставляют героев к месту экзамена. | |                 |
| 6 | Стейк x Марафон x Экзамен начинается «Suteeki × Marason × Shiken kaishi» (ステーキ×マラソン×試験開始)                                    | 20 ноября 1999  |
| Экзамен начинается. Экзаменатор Сатоц ведёт всех участников экзамена к месту проведения Второго этапа, заставляя их часами бежать без остановки по тёмному туннелю. Во время марафона Гон, Курапика и Леорио знакомятся с Тонпой, в 35-й раз сдающим экзамен, и Киллуа, ровесником Гона. После того как Леорио выдохся и больше не может бежать дальше, Томпа предлагает Гону и Курапике продолжить бег, обещая позаботиться об их друге. | |                 |
| 7 | Травма x Предел x Сладкая ловушка «Torauma × Genkai × Amai wana» (トラウマ×限界×甘いワナ)                                                | 27 ноября 1999  |
| Томпа поместил Леорио и другой испытуемого в боковом туннеле в котором вместо по его словам тонизирующего растения на деле растёт галлюциногенное. Леорио вынужден вновь переживать потерю друга – Пьетро. Именно смерть Пьетро заставила Леорио захотеть стать богатым, ведь имея много денег он сможет лечить бесплатно. Гон, Курапика и присоединившийся к ним Киллуа возвращаются, спасают друга и уже вместе догоняют остальных. Несдавшиеся участники экзамена наконец-то прибывают к месту проведения Второго этапа. Неожиданно появляется человек, который заявляет, что Сатоц самозванец, а настоящий экзаменатор это он. | |                 |
| 8 | Фокусник x Улыбка x Остерегайтесь животных «Kijutsushi × Hohoemi × Mōjū chūi» (奇術師×ほほえみ×猛獣注意)                                 | 4 декабря 1999  |
| Хисока, фокусник-убийца, определяет настоящего экзаменатора, бросая смертельные игральные карты в обоих, рассуждая, что настоящий Охотник сумеет их перехватить. Начинается Второй этап экзамена. Испытуемым предстоит пересечь болота Нумере, полных опасных хищников. В тумане Хисока начал охоту на остальных кандидатов. Гон смог ударить его с помощью своей удочки. Заинтригованный Хисока объявил что Гон, Курапика и Леорио прошли проверку на пригодность. | |                 |
| 9 | Менчи x Разгневанные x Второй экзамен? «Menchi × Majigire × Niji shiken» (メンチ×マジギレ×二次試験?)                                     | 11 декабря 1999 |
| На втором этапе экзамен принимают Охотники-гурманы Бухара и Мэнти. Необходимо приготовить блюда способные удовлетворить их вкус. Бухара потребовал приготовить жареную свинину, для чего каждому испытуемому необходимо убить большого таранного кабана. Мэнти требует приготовить суши, но осталась недовольна всеми блюдами и объявила, что никто не сумел пройти на Третий этап. | |                 |
| 10 | Неудача х Паника х Голос с неба «Akaten × Panikku × Ten no koe» (赤点×パニック×天の声)                                                   | 18 декабря 1999 |
| В то время как испытуемые в панике и выражают своё недовольство, с небес, точнее с дирижабля, спускается Нетеро, глава экзаменационного комитета и президент Ассоциации Охотников. Он смог убедить Мэнти дать каждому из испытуемых ещё один шанс. Та решает ограничиться приготовлением яиц. Вот только нужны яйца орлов-пауков, а их требуется с риском для жизни добыть из глубокой пропасти. | |                 |
| 11 | Узнать х Главное х Заяц «Tanken × Supokon × Mikkōsha» (探検×スポ根×密航者)                                                               | 8 января 2000   |
| Герои прошли Второй этап и отправились к старту следующего этапа на дирижабле. Анита, не сумев пройти последнее испытание, пробралась на борт, чтобы отомстить Киллуа за смерть своего отца. Её схватили Охотники. Гон просит освободить девушку и Нетеро согласен, но только если он и Киллуа смогут отобрать у него мяч. | |                 |
| 12 | Хороший мальчик? x Плохой мальчик? x Киллуа «Ii ko? × Warui ko? × Kirua» (良い子?×悪い子?×キルア)                                        | 15 января 2000  |
| Киллуа признаёт поражение в игре против Нетеро, опасаясь что его инстинкты убийцы возьмут вверх. Анита сбегает и нападает на Киллуа, который близок к её убийству, но всё же останавливается, так как понимает, что Гон будет злиться на него. Тем временем Гон так и не смог отобрать мяч у Нетеро, но сумел добиться, чтобы президент Ассоциации Охотников был вынужден использовать левую ногу и обе руки сразу. | |                 |
| 13 | За х Против х Ловушка «Sansei × Hantai × Otoshiana» (賛成×反対×落とし穴)                                                                 | 22 января 2000  |
| Начинается Третий этап. Испытуемые прибыли на башню Трик-тауэр. Их цель — за семьдесят два часа спуститься живыми к подножью башни, полной ловушек. Гону, Курапике, Леорио и Киллуа пришлось объединиться в одну команду с Томпой. Всем вместе им предстоит поединки один на один с заключёнными содержащимися в башне. Для того чтобы пройти дальше надо выиграть 3 матча из 5. Томпа вызывается драться первым и тут же сдаётся. | |                 |
| 14 | Свечи х Принцип х Внутренняя борьба «Rooson × Polishii × Nakamawa ware» (ローソク×ポリシー×なかまわ割れ)                                 | 29 января 2000  |
| Вторым на бой выходит Гон. Его соперник Сэдокан предлагает не драться, а посоревноваться «у кого дольше будет гореть свеча». Он смог подсунуть Гону свечу с подвохом, но тот сообразив в чём дело оставил свою свечу догорать на полу, а сам в это время задул свечу заключённого. Счёт сравнялся. Третьим на бой выходит Курапика. Ему противостоит Мадзитани, на вид устрашающе-уродливый качок, но на деле трусливый и малодушный. После того как Мадзитани теряет сознание Курапика отказывается добивать противника, который не может сопротивляться. | |                 |
| 15 | Скоротечный х Жизнь х Маджитани «Hakanai × Inochi × Majitani» (はかない×いのち×マジタニ)                                                 | 5 февраля 2000  |
| Леорио, осмотрев Мадзитани, пришёл к выводу, что тот симулирует потерю сознания в попытке выиграть время, ведь каждый час потерянный испытуемыми означает уменьшение срока заключения на один год. Леорио и лидер заключённых решают держать пари о том, что Мадзитани притворяется. Ставкой служит время. Леорио вслух угрожает скинуть Мадзитани в пропасть, ведь он всё равно мёртв и тот, испугавшись, признаётся, что пришёл в себя. Курапика победил и счёт теперь в пользу испытуемых, но из-за пари они потеряли много времени. | |                 |
| 16 | Рок х Ножницы х Сердце «Gū × Choki × Hāto» (グー×チョキ×ハート)                                                                          | 12 февраля 2000 |
| Четвёртым в схватку вступает Леорио. Его оппонент Лерут, привлекательная женщина и отличный психолог. Вначале они заключают пари, в которых ставкой служит время, а затем играют в игру «Камень, ножницы, бумага», также на время. В результате Леорио терпит полное поражение, проиграв 50 часов из 59. Последним в схватку вступает Киллуа, чьим соперником стал Джонас Потрошитель, серийный убийца, голыми руками убивший 146 человек. Киллуа легко побеждает, вырвав сопернику сердце. | |                 |
| 17 | Три человека? х Пять человек? х Последний выбор «Sannin? × Gonin? × Saigo no sentaku» (3人?×5人?×最後の選択)                             | 19 февраля 2000 |
| Последнее испытание. Чтобы выйти из башни есть два пути: один слишком длинный, другой гораздо проще и короче, но им смогут воспользоваться только три из пяти. Коварный Томпа пытается разжечь конфликт между участниками команды, но Гон предлагает нестандартное решение – выбрать длинный путь, а затем прорубить стену, чтобы попасть на короткий. В итоге все пятеро успели вовремя. | |                 |
| 18 | Сокровища x Воспоминания x Маленькая гостиничная комната «Otakara × Omoide × Hoteru no kobeya» (お宝×思い出×ホテルの小部屋)              | 26 февраля 2000 |
| Всех успешно прошедших Третий этап на дирижабле доставляют на остров — кладбище затонувших кораблей. Рядом с ним располагался старый линкор, переделанный в отель. Для того, чтобы заплатить за номера, им приходится искать сокровища на затонувших кораблях. Курапика находит корабль своего клана Курт. Выясняется, что он последний из своего клана. Все его сородичи были убиты преступной организацией «Труппа теней» из-за так называемых «алых очей». Дело в том, что глаза членов клана Курта в минуты ярости меняют цвет на алый. Если в этот момент они умирают, то их глаза так и остаются алыми и рассматриваются многими коллекционерами в качестве сокровищ.                                                           | |                 |
| 19 | Сидящие на мели х Вахтенный журнал х Промокший «Barabara × Nisshi × Mizubitashi» (バラバラ×日誌×水びたし)                                | 4 марта 2000    |
| В первую же ночь владельцы отеля сбегают, оставив испытуемых в буквальном смысле слова на мели. Им удалось найти карту с указанием маршрута на остров Зебил. Часть группы решила немедленно отправляться в путь, несмотря на предупреждение о надвигающемся шторме. Ниндзя Хандзо и Курапика возглавили тех людей, которые прислушались к их словам и остались на острове. В результате почти все нетерпеливые погибли когда начался шторм, в то время как оставшиеся смогли пережить его. Тем временем из вахтенного журнала линкора стало ясно, что раз в десять лет остров полностью затапливает. У них есть всего один день чтобы сбежать с острова.                                                                              | |                 |
| 20 | Гигантские волны х Большие пушки х Огромный порыв «Ōnami × Taihō × Ōawate» (大波×大砲×大あわて)                                          | 11 марта 2000   |
| Чтобы добраться до Зебила решено оживить линкор, давно уже превращённый в отель и сросшийся с островом. Вся группа работает как одно целое, чтобы подготовить корабль к плаванию до прихода торнадо. Леорио застревает на дне моря в водолазном костюме и Гон помогает ему спастись. Затем Гона спасает Хисоку. Корабль отделяется от острова, но в самый важный момент Курапика травмируется. Рулевое управление перехватывает таинственный испытуемый Гиттаракура, который возможно союзник Хисоки. Выстрелив из пушек линкора в сторону надвигающегося торнадо, чтоб хоть немного изменить его направление, они успевают отделиться от острова.                                                                                    | |                 |
| 21 | Четвёртый экзамен х 44 х Номер смерти «Daiyonji × Yonjūyon × Shi no Nambā» (第4次×44×死のナンバー)                                       | 18 марта 2000   |
| Спасшиеся участники экзамена прибывают на остров Зебил, где их ожидает Четвёртый этап испытаний. Каждый испытуемый должен набрать 6 баллов; жетон с его собственным номером стоит 3 балла, жетон с номером его цели также стоит 3 балла, любой другой жетон приносит одно очко. Целью Гона оказывается Хисока. Понимая разницу в силе, Гон решил не атаковать в лоб, а выкрасть жетон с помощью своей удочки. Однако, понимая, что Хисока легко увернётся, Гон начинает ловить ею птиц. Наблюдая как птицы ловят рыб, в свою очередь ловящих насекомых, Гон понимает, что надо атаковать Хисоку, когда тот будет увлечён атакой своей собственной цели.                                                                               | |                 |
| 22 | Нашёл x Спрятался x Поймал «Mitsuketa × Kakureta × Oitsuita» (見つけた×かくれた×追いついた)                                              | 25 марта 2000   |
| Гон долго и упорно преследует Хисоку, поджидая подходящего момента. Тем временем Хисока получает жетон от Гиттаракуры, которой прикончил свою жертву Гозу и девушку-снайпера Супер, охотившуюся на него. Ещё один жетон Хисоке отдают Курапика и Леорио в качестве откупа. Хисоке нужен лишь один балл до необходимых шести и он охотится на всех подряд, не заморачиваясь поиском своей цели. | |                 |
| 23 | Хисока x Удар x Гон «Hisoka × Gekitotsu × Gon» (ヒソカ×激突×ゴン)                                                                        | 1 апреля 2000   |
| Пока Хисока, которым овладела жажда убийства, убивает Агона, который и был его целью, Гон выкрадывает жетона Хисоки. Но почти сразу же Геретта подстрелил отравленной стрелкой Гона и забрал у него жетоны. Вскоре Геретта пал жертвой Хисоки, который возвращает Гону оба жетона и его, 405-й, и свой, 44-й. Гон пытается отказаться. Хисока говорит, что убьёт Гона, когда настанет время, а до этих пор будет защищать его. Затем он бьёт Гона в лицо и предлагает вернуть жетон тогда когда он сможет вернуть удар. | |                 |
| 24 | Ущерб x Воссоединение x Отвага «Damēji × Saikai × Karagenki» ((ダメージ×再会×からげんき)                                                 | 15 апреля 2000  |
| Несколько дней Гон восстанавливался от отравления и унижения. Тем временем братья Имори развернули охоту на Киллуа, но тот без труда расправляется с ними и получает вожделенный жетон своей цели. Теперь нужное для победы количество баллов есть у всех героев, кроме Леорио, который отправляется на поиски своей цели, девушки Пондзу. Они находят её в пещере заклинателя змей Барбона. Услышав крики Леорио, обеспокоенные Гон и Курапика спускаются к нему, чтобы помочь. | |                 |
| 25 | Ползти x Жало x В пещере «Nyoro × Chiku × Ana no Naka» (ニョロ×チク×穴の中)                                                              | 22 апреля 2000  |
| Пондзу, Гон, Леорио и Курапика не могут выйти из пещеры Барбоны, так как выход стерегут многочисленные змеи, а сам заклинатель мёртв. К тому же Леорио отравлен многочисленными укусами змей. Гон, рискуя жизнью, добывает противоядие. Чтобы усыпить змей Гон использует усыпляющий газ Пондзу, а сам, затаив дыхание, выносит Пондзу, Леорио и Курапику на поверхность. Пока Пондзу спит Леорио забирает у неё жетон. Гон решает что у него есть моральное право забрать жетоны, отданные ему Хисоку, ведь так он сможет остаться со своими друзьями. Четвертый этап заканчивается. | |                 |
| 26 | Президент х Собеседование х Письменный экзамен «Kaichō × Mensetsu × Pēpā Tesuto» (会長×面接×ペーパーテスト)                              | 6 мая 2000      |
| Президент Нетеро проводит собеседования со всеми девятью оставшимися испытуемыми (Гон, Курапика, Леорио, Хисока, Хандзо, Поккл, Гиттаракур, Бодоро и Киллуа). Он просит каждого рассказать кто из других участников их интересует больше других, и с кем из девяти они меньше всего или, наоборот, больше всего, хотели бы бороться. Бодоро, старейший из участников экзамена, высказывает предположение, что последним экзаменом будет письменный. Большинство приходят в ужас и бросаются в библиотеку готовиться. На самом деле на Пятом этапе испытуемым придётся сражаться один на один. Победитель получает звание Охотника, проигравший дерётся со следующим. Охотниками становятся все, кроме того кто проиграл все поединки. | |                 |
| 27 | Хисока x Курапика x Паучий шёпот «Hisoka × Kurapika × Kumo no Sasayaki» (ヒソカ×クラピカ×蜘蛛の囁き)                                     | 13 мая 2000     |
| Первыми сражаются Хисока и Курапика. Бой продолжался недолго. Через некоторое время боя Хисока шепнул что-то Курапике, а потом признал своё поражение. Курапика стал первым кто получил звание Охотника. | |                 |
| 28 | Беседа x Извинения x Стойкость «Oshayberi × Herikutsu × Konkurabe» (おしゃべり×ヘリクツ×根くらべ)                                        | 20 мая 2000     |
| Следующий бой между Хандзо и Гоном. Хотя Гон пытается изо всех сил, очевидно, что он слабее ниндзя. Так как Гон отказывается признать своё поражение, то Хандзо вынужден действовать жестоко, в частности ломает мальчику руку. Но даже травма не может принудить Гона сдаться. | |                 |
| 29 | Прошёл! x Провалился? x Окончание экзамена «Gōkaku! × Shikkaku? × Shiken Shūryō" (» (合格!×失格?×試験終了)                               | 27 мая 2000     |
| Бой Хандзо и Гона продолжается. Ниндзя намного сильнее и лучше, но так как мальчик не намерен уступать, то он не выдерживает и сдаётся, решив, что лучше проиграть один бой, чем убить Гона. После того как Гон, потерявший сознание во время матча, приходит в себя, Сатоц объясняет ему, что теперь он Охотник. Тем временем Охотниками стали Хисока, нанёсший поражение Бодоро, Хандзо, победивший Поккла, и Поккл, которому уступил победу без боя Киллуа. | |                 |
| 30 | Киллуа x Дисквалифицирован x Вынужден уйти «Kirua × Ritaia × Kyōsei Sōkan» (キルア×リタイア×強制送還)                                    | 3 июня 2000     |
| Сатоц рассказывает Гону, что Киллуа не смог стать Охотником. Его следующим оппонентом стал Гиттаракура, под именем которого скрывался Иллуми Зольдик, старший брат Киллуа. Иллуми считает, что Киллуа не сможет жить как нормальный человек и требует вернуться домой, угрожая убить Гона если Киллуа даже просто попытается сопротивляться ему. Киллуа не может спорить с братом, признаёт своё поражение и замолкает на оставшуюся часть экзамена. Во время боя между Леорио и Бодоро, Киллуа неожиданно убивает старика, за что его и дисквалифицировали. Узнав о том, что произошло с Киллуа, Гон атакует Иллуми и ломает ему руку, объявив во всеуслышание, что непременно найдёт своего друга.                                  | |                 |

### Семья Зольдик
| 31 | Расставание x Вечеринка x Неприятные связи «Kaisan × Pāti × Kusare En» (解散×パーティ×くされ縁)             | 10 июня 2000   |
| Экзамен закончен и каждому предстоит выбрать свой путь. Гон уверен, что Киллуа ушёл не по своей воле и собирается найти его. Он пытается получить информацию о местонахождении друга от Иллуми. Тот уже готов убить Гона, но останавливается увидев Хисоку, который заинтересован в мальчике. Иллуми сообщает Гону, что Киллуа вернулся домой. Леорио собирается вернуться к учёбе на врача, а Курапика готовится искать свою первую работу. Впрочем, прежде они оба решили помочь Гону в его поисках Киллуа. | |                |
| 32 | Экскурсия x Веха x Дом Киллуа «Kankō × Meisho × Kiruanchi» (観光×名所×キルアんち)                           | 17 июня 2000   |
| Гон, Леорио и Курапика приезжают в страну Падокию, где на горе Кукуро располагается резиденция семьи Зольдик. На экскурсионном автобусе они добираются до Врат Испытаний, гигантских ворот, через которые можно пройти в огромные владения Зольдиков. За воротами чужаков ждёт огромный пёс Мике, который не трогает только тех кто сумел открыть Врата Испытаний, что требует от испытуемого гигантской силы (самая маленькая из 7 секций ворот весит 4 тонны). Гон просит привратника Зебро позвонить Киллуа, чтобы тот открыл врата для друзей. | |                |
| 33 | Тренировка x Преследовать x На истощение «Tokkun × Ryōken × Batankyū» (特訓×猟犬×バタンキュー)              | 1 июля 2000    |
| Старший дворецкий семьи Зольдик Гото отказывается соединить Гона с Киллуа. Зебро проводит Гона, Леорио и Курапику в домик привратников. Чтобы суметь открыть Врата Испытаний и беспрепятственно пройти мимо Мике друзья начинают усиленно тренироваться. Из-за своей глупости Леорио чуть не стал жертвой Мике, которого отвлёк Гон, а его спас неизвестный, свистком отозвав пса. В конечном итоге трое друзей добиваются своего. | |                |
| 34 | Скейтборд x Испытуемый x Истинная цель «Sukebō × Minarai × Hontō no Kimochi» (スケボー×見習い×本当の気持ち) | 15 июля 2000   |
| На дороге к своей цели друзья встречают 13-летнюю ученицу дворецкого Канарию, которая категорически отказывается пропустить их. Гон говорит, что просто пришёл к другу и несмотря на сильные удары Канарии раз за разом пытается пересечь черту, прочерченную девочкой. Видя, что Гон несмотря на избиение готов идти до конца, Канария сдаётся и просит его спасти Киллуа, которого считает своим другом и от которого получила в подарок скейтборд. Пропустив друзей, Канария неожиданно падает, потеряв сознание. | |                |
| 35 | Киллуа x Наказание x Семейное собрание «Kirua × Oshioki × Kazoku Kaigi» (キルア×おしおき×家族会議)          | 22 июля 2000   |
| Канария потеряла сознание от выстрела Кикё, матери Киллуа, которая вместе со своим младшим сыном Каллуто давно наблюдала за друзьями. Она сокрушается, что прислуга совсем распоясалась и передаёт Гону, Курапике и Леорио извинения от Киллуа, который не может к ним выйти так как наказан и заключён в камере. Неожиданно Кикё узнаёт, что дедушка выпустил её наказанного сына. Очнувшаяся Канария ведёт Гона, Курапику и Леорио в дом прислуги. Между тем, Киллуа беседует с отцом Сильва, который позволяет сыну уйти из дома, взяв с него обещание никогда не предавать своих друзей. Позже, Сильва объясняет Кикё, что Киллуа всё равно вернётся, когда поймёт, что ему нет места в мире. | |                |
| 36 | Монета x Воссоединение x Смена одежд «Koin × Saikai × Omeshikae» (コイン×再会×おめしかえ)                   | 8 августа 2000 |
| Гона и друзей в доме прислуги встретил Гото, Старший дворецкий семьи Зольдик. Он не желает их встречи с Киллуа, но не будет мешать, если друзья смогут победить его в игре «Орлянка». Тот кто ошибётся хоть раз, выбывает из игры. И если выбудут все трое друзей, то им придётся уйти, а Киллуа Гото скажет, что друзья не дождались его. Если же гости откажутся играть, то Гото убьёт Канарию. Несмотря на все сложности, Гону удаётся выиграть. В это время приходит Киллуа. Выясняется, что с помощью «Орлянки» Гото всего лишь развлекал гостей. В аэропорту друзья расстаются, договорившись встретиться через шесть месяцев в городе Йоркнью.                                             | |                |

### Небесная арена
| 37 | Небо x Турнир x Обучение «Tenkū × Faito × Mushashugyō» (天空×ファイト×武者修行)                                                                   | 19 августа 2000  |
| Курапика признаётся, что Хисока во время боя сказал ему, что 1 сентября будет на ежегодном Главном Аукционе в Йоркнью. Гон и Киллуа решили сразу и заработать и потренироваться. С этой целью они отправляются на 251-этажную «Небесную арену», самую популярную в мире площадку для боёв. Там они знакомятся с 11-летним бойцом Дзуси. Хотя Киллуа намного превосходит Дзуси по силе и мастерству, но никак не может его вырубить. Пытаясь победить, Дзуси прибегает к технике схожей с той которой использовал против брата Иллуми, но был остановлен своим учителем Уингом. Киллуа собирается больше узнать о Дзуси и его технике. | |                  |
| 38 | Тэн x Нэн x Рэн? «Nen × Nen × Nen?» (燃×念×ネン?)                                                                                                 | 9 сентября 2000  |
| Учитель Дзуси Уинг рассказывает Гону и Киллуа о Нэн – осознанном управлении аурой, то есть жизненной энергией, излучаемой телом. Впрочем верную информацию Уинг и сам даёт только о «Тэн», способности удерживать ауру внутри и вокруг своего тела, не позволяя ей рассеиваться. Об остальных трёх основных техниках Нэн (Дзэцу, Рэн и Хацу) он сообщает мальчикам ложные сведения. Впрочем, Киллуа догадывается, что их обманули. Тем временем, друзья выигрывают бой за боем, быстро добравшись до престижного 200-го этажа, которого достигают только лучшие из лучших. Там их с помощью Нэн останавливает Хисоку, не давая зарегистрироваться. Он считает, что мальчики готовы драться на таком высоком уровне. Если в течение 3 часов они не смогут пройти Хисоку, то будут дисквалифицированы. Гону придётся начать путь заново, а вот Киллуа, когда-то почти дошедший до 200-го этажа, уже никогда не может драться на «Небесной арене» снова. | |                  |
| 39 | Секретная уловка x Регистрация x Бой начинается «Uchiwaza × Tōroku × Batoru Kaishi» (裏ワザ×登録×バトル開始)                                      | 16 сентября 2000 |
| Учитель Уинг узнав, что мальчики уже добрались до 200-го этажа, вынужден помочь им активировать их Нэн-способности. Благодаря этому Гон и Киллуа смогли преодолеть сопротивление Хисоки и пройти регистрацию на 200-м этаже «Небесной арены». Гон сразу хочет испытать свои новые способности и соглашается на бой против более опытного и умелого Гидо, желающего легко заработать очки на новичке. Гидо своими волчками, которыми управляет с помощью Нэн, буквально избивает Гон, но зато тот научился использовать Дзэцу, чтобы уворачиваться от волчков. | |                  |
| 40 | Два месяца x Разрыв x Нэн против Нэн «Nikkagetsu × Oyasumi × Nen ni wa Nen wo» (二ヶ月×お休み×念には念を)                                         | 23 сентября 2000 |
| Травмы Гон зажили всего за месяц и он вместе с Киллуа смог продолжить работу над своими Нэн. Тем временем Курапика пытается устроиться телохранителем к кому-нибудь из воротил мафии. Неприятным сюрпризом для него стало то, что его лицензия оказывается временной. Лишь пройдя последнее испытание Курапика станет полноценным Охотником. Леорио усиленно изучает медицину, готовясь к возобновлению учёбы. Хисока начинает матч-реванш с Кастро, которого победил ранее. | |                  |
| 41 | Повязка x Удар x Матч в один раунд «Banjī × Panchi × Ippanshōbu» (バンジー×パンチ×一本勝負)                                                       | 30 сентября 2000 |
| Не сразу, но всё же Хисока вторично побеждает Кастро. После боя ему оказывает помощь девушка-ниндзя Мати. Гон и Киллуа узнать виды своих Хацу. Выясняется, что Хацу Гона — «Усиление», а Хацу Киллуа — «Трансформация». Всего за месяц тренировок они добиваются значительного прогресса в овладении Хацу. Убедившись в прогрессе Гона, Хисока соглашается драться с ним. Гон смог нанести критический удар и вышел вперёд со счётом 2:1. Теперь, вернув удар, он может вернуть Хисоке жетон с его 44-м номером. Хисока рассказывает Гону о своём способе определения типа Хацу по характеру человека. Теперь Хисока дерётся в свою полную силу. | |                  |
| 42 | Любовь Хисоки x Бой x Решение Гона «Hisoka no ai × Ketchaku × Gon no Honki» (ヒソカの愛×決着×ゴンの本気)                                          | 21 октября 2000  |
| Бой Гона и Хисоки продолжается. За время боя Хисока сумел прицепить к Гону свою «Липкую тянучку», с помощью которой внезапно притягивает его к себе и наносит удар. Судья, опасаясь за жизнь мальчика, судит так чтобы завершить бой быстрой победой Хисоки. После поединка Хисока встречается с Мати, которая сообщает ему что лидер «Труппы теней» будет недоволен если Хисока не явится на встречу членов банды, которая назначена на 30 августа в Йоркнью. | |                  |
| 43 | Талант x Безумие x Инстинкт убийцы «Sainō × Kunō × Koroshi no Honnō» (才能×苦悩×ころしの本能)                                                     | 28 октября 2000  |
| Старожилы 200-го этажа Ривельта, Гидо и Садасо, желая лёгких побед, решают похитить Дзуси и в обмен на его жизнь заставить Гона и Киллуа проиграть им свои бои. Киллуа не даёт выполнить свой план, но всё же соглашается проиграть. Позднее он навестил Садасо и, явив ему свои истинную личность безжалостного убийцы, потребовал оставить в покое Дзуси, гарантирует, что не обманет их. Несмотря на обещания Киллуа Садасо настолько напуган, что немедленно бежит и из «Небесной арены» и из города, предупредив партнёров об опасности. | |                  |
| 44 | Растрата x Решение x Результаты экзамена?! «Zako × Okatazuke × Shiken Shūryō!?» (雑魚×おかたずけ×試験終了!?)                                      | 4 ноября 2000    |
| Гон и Киллуа, освоив способности Нэн, без труда разбираются с Гидо и Ривельтом. После этого Уинг объявляет Гон, что овладев Нэн он прошёл последний и важнейший экзамен Охотника. Гон решает побывать дома, на Китовом острове, и приглашает Киллуа с собой. | |                  |
| 45 | Ограничение х Обет х Цепь правосудия «Seiyaku × Seiyaku × Imashime no Kusari» (制約×誓約×戒めの鎖)                                                | 11 ноября 2000   |
| Курапика едет в поезде на собеседование с возможным работодателем и вспоминает о том как учился овладевать Нэн и сдал последний экзамен. Хацу Курапики — «Материализация». Желая стать сильнее, Курапика создаёт специальную цепь, которая должна ему помочь расправиться с «пауками» (прозвище членов банды «Труппа теней»). Для этого ему пришлось дать обет применять свои особые возможности только против «пауков», иначе сила Нэн убьёт его. В поезде Курапика знакомится с Сэнрицу. | |                  |
| 46 | Я дома х Добро пожаловать домой х Я Киллуа «Tadaima × Okaeri × Boku Kirua» (ただいま×おかえり×ぼくキルア)                                         | 18 ноября 2000   |
| Гон и Киллуа добрались до Китового острова, где родился и вырос Гон. Киллуа неприятно удивлён отсутствием автобуса и необходимостью идти пешком, а затем поражён размера деревни и родного дома своего друга. Обоих радушно встречают тётя и бабушка Гона. Когда мальчики идут на прогулку в лес, они слышат выстрел и натыкаются на браконьеров, поймавших лисомедведя и тяжело ранивших его детёныша. Легко победив браконьеров, они приносят щенка домой. Гон хочет спасти его, но Киллуа, не веря в его выздоровление, настаивает на убийстве, чтобы прекратить его страдания. Наконец, они вместе исцеляют детёныша с помощью Нэн. | |                  |
| 47 | Отец х секрет х Признание «Chichi × Maruhi × Kokuhaku» (父×マル秘×告白)                                                                           | 25 ноября 2000   |
| Гон и Киллуа пытаются наладить антенну и компьютер, чтобы подключить Интернет. Тётя Мито рассказывает Гон всё, что знает о его отце Джине и отдаёт мальчику загадочную коробку, которую Джин оставил для сына. Гон сумел открыть коробку с помощью Нэн и находит там кольцо, магнитофонную кассету и карта памяти для игровой видеоприставки. Гон и Киллуа слушают кассету, на которой записан голос Джина, предлагающего сыну, чтобы найти его, если он может. | |                  |
| 48 | Курапика х Чёрные глаза х Первая работа «Kurapika × Kuroi Me × Saisho no Shigoto» (クラピカ×黒い眼×最初の仕事)                                    | 2 декабря 2000   |
| Курапика вместе с другими Охотниками, среди которых и его знакомая по поезду Сэнрицу, проходят собеседование. Им раздают заказы достать те или иные редкости, а затем на них нападают бойцы в чёрном. Курапика быстро понимает, что это на самом деле нападением руководит Саччимоно Точино, один из претендентов на получение работы, и заставляет его признаться. После того как Гон, прослушав сообщение отца, останавливает кассету, та начинает стирать всё записанное на ней. Так что у ребят остаётся только карта памяти, но чтобы её использовать надо купить игровую консоль Joystation. | |                  |
| 49 | Звук в сердце х Курапика х Угрожающие жизни цепи «Shinon × Kurapika × Daujingu» (心音×クラピカ×ダウジング)                                        | 9 декабря 2000   |
| Гон и Киллуа узнают, что на карте памяти содержатся данные по игре «Остров Жадности», которая несколько лет назад была издана специально для Охотников и теперь изредка продаётся за баснословные суммы. Даже геймер Миллуки, брат Киллуа, не только никогда не играл в эту игру, но почти ничего про неё не знает. Впрочем именно Миллуки порекомендовал Гону и Киллуа поискать информацию об игре на официальном сайте Охотников и побывать на Главном аукционе в Йоркнью, где по слухам в этом году будут продавать сразу несколько копий «Острова Жадности». Тем временем Курапика и Сэнрицу удаётся вычислить второго шпиона. Им оказался Сквало. И он и Точино работают на босса мафиозной семьи Ностраде, который и попросил их проверить новичков. | |                  |
| 50 | Киллуа х Большая удача х Таверна Охотников «Kirua × Ikkaku Senkin × Karyudo no Sakaba (Hantā Saito)» (キルア×一攫千金×狩人の酒場(ハンターサイト)) | 16 декабря 2000  |
| Гон и Киллуа отправляются в Йоркнью. На сайте Охотников им удалось найти немного информации об «Острове Жадности». Теперь ребятам нужно много денег, чтобы купить игру, даже миллионов которые они заработали на «Небесной арене» недостаточно. Гон и Киллуа пытаются заработать больше, заключая сделки онлайн, но с треском провалились. Тем временем, Миллуки, получивший от брата карту памяти, не смог декодировать её и впервые за 8 лет покидает дом, отправившись на Главный аукцион в Йоркнью, чтобы купить желанную игру. Хисока также направляется в Йоркнью. После всех испытаний Курапика наконец получил свою первую работу, став одним из телохранителей девочки-подростка Неон, дочери босса семьи Ностраде. | |                  |

### Город Йоркнью
| 51 | Паук х Йоркнью х Собрание «Kumo x Yōkushin x Zenin Shūgō» (クモ×ヨークシン×全員集合)                                                    | 23 декабря 2000 |
| Неон со своими телохранителями прибывает в Йоркнью. Неон ценна не только тем, что она дочь босса мафии, но и своей Нэн-способностью, позволяющей ей со стопроцентной точностью предсказывать будущее. В это время члены «Труппы теней» начинают собираться в Йоркнью. Гон наконец-то собрался купить мобильный телефон. В этом ему помогает неожиданно появившийся старый друг, Леорио. Позже он также придумывает способ заработать деньги, необходимые для участия в аукционе. Леорио предлагает всем желающим посоревноваться в армрестлинге с Гоном. Наградой победителю станет бриллиант. Мальчик с лёгкостью бьёт всех подряд и имеет проблемы лишь с неизвестной девушкой, которая на самом деле член банды «Труппа теней» Сидзуку.                                                             | |                 |
| 52 | Подпольный аукцион х Уничтожение х Пулемёт «Chika Kyōbai(Angura) × Zenmetsu × Mashingan» (地下競売(アングラ)×全滅×マシンガン)           | 13 января 2001  |
| Хролло Люцильфер, глава «Труппы теней», приказывает своим подручным убить всех участников подпольного аукциона и забрать выставленные на нём ценности. «Паук» Франклин использует пулемёт, выстреливая с помощью Нэн пули прямо из пальцев, а Сидзуку с помощью своего Нэн-«Пылесоса»-Деме-тян мгновенно очищает зал от трупов, крови и мебели так, что не осталось никаких следов бойни. Вот только никаких ценностей найти не удалось, их уже забрали по приказу 10 Крёстных отцов, главных боссов мафии. Сэнрицу и Курапика тем временем ожидают на крыше отеля, коротая время за разговором друг с другом. 10 Крёстных отцов посылает на перехват «пауков» своих лучших бойцов, которых называют «Теневые звери». В погоню за «пауками» также бросились и телохранители Неон во главе с Курапикой. | |                 |
| 53 | Пауки х Звери х Сообщество «Ryodan × Injū × Komyuniti» (旅団×陰獣×コミュニティ)                                                         | 20 января 2001  |
| Боевики мафии атаковали «пауков», но тщетно. Обычные люди не могут на равных противостоять тем кто владеет Нэн. Так, Увогин, член «Труппы теней» под № 11, может поймать пулю зубами и выдержать в упор выстрел из базуки. Тем временем Увогина атакуют сразу четыре члена «Теневых зверей». Благодаря своим Нэн-способностям они заметно сильнее, чем обычные люди или даже Курапика и его товарищи, но даже они в конце концов были побеждены одним лишь Увогином. | |                 |
| 54 | Хисока х Альянс х Охота на пауков «Hisoka × Dōmei × Kumo Taiji» (ヒソカ×同盟×クモ退治)                                                  | 27 января 2001  |
| Действуя неожиданно, Курапика захватывает своими цепями Увогина и увозит его в штаб-квартиру Ностраде. Оставив пленника в руках Дальтзорна, лидера телохранителей Неон, Курапика отправляется на встречу с Хисокой, который обещал дать информацию о членах «Труппы теней». Дальтзорн договаривается с сообществом мафии о том, что они заберут пленного, но вместо людей мафии приезжают «пауки», чтобы освободить Увогина. Дальтзорн погибает, но смог при этом продержаться достаточно долго, чтобы его подчинённые смогли сбежать. Тем временем Леорио с гордостью демонстрирует Гон и Киллуа свои способности. Оказывается, он владеет только Тэн, всего лишь одной из четырёх техник Нэн. | |                 |
| 55 | Уво × Курапика × Решимость Сэнрицу «Ubō × Kurapika × Kakugo no Senritsu» (ウボォー×クラピカ×覚悟の旋律)                                 | 3 февраля 2001  |
| Курапика связывается с отцом Неон и тот назначает его главным телохранителем дочери. Взбешённый Увогин поклялся поквитаться с захватившим его «ублюдком с цепями». Шалнарк, используя свои хакерские способности и Лицензию Охотника, узнаёт места размещения людей семьи Нострада. Тем временем, Курапика отправляет Неон с оставшимися телохранителями в другое место, а сам остаётся ждать «пауков». Курапика и Увогин решают покинуть город, чтобы драться с полной силой. Леорио добывает приглашение для себя, Гона и Киллуа на новый подпольный аукцион. | |                 |
| 56 | Алые глаза × Дуэль × Цена жизни «Hi no Me × Kettō × Inochi no Daishō» (緋の眼×決闘×命の代償)                                            | 10 февраля 2001 |
| Киллуа вспоминает, что его отец однажды убил по заказу члена «Труппы теней», но ему это удалось с большим трудом, поэтому он советовал своим сыновьям держаться от «пауков» подальше. Гон, Киллуа и Леорио никак не могут заработать нужную сумму. В конце концов Гон решает заложить свою Лицензию Охотника. Тем временем Курапика и Увогин дерутся в пустыне Гордо. В конце концов Курапика берёт верх. Желая получить информацию об остальных «Пауках», он применил на Увогине свою цепь правосудия. Но тот отказывается говорить и Курапика убивает его. | |                 |
| 57 | Гон × Сокровище × Опасный человек «Gon × Otakara × Oyaui Otoko» (ゴン×お宝×危うい男)                                                    | 17 февраля 2001 |
| Леорио покупает для Гон полный каталог подпольного аукциона. В нём они находят игру «Остров Жадности». Для сбора нужной суммы денег они идут на блошиный рынок и, используя силу Гё покупают только те товары, которые имеют Нэн-ауру. Так они делают деньги и заодно знакомятся с профессиональным торговцем редкостями и антиквариатом Зепайлом, нанимая его для продажи купленных ими вещей. Теперь у них есть деньги, чтобы платить за информацию и Леорио узнаёт где находятся два члена «Труппы теней». | |                 |
| 58 | Гнездо пауков × Пленник × Убийственная техника «Kumo no Su × Toraware × Koroshi Waza» (蜘蛛の巣×とらわれ×殺し技)                        | 24 февраля 2001 |
| Гон, Киллуа и Леорио следят за Нобунагой и Мати, но не нападают, понимая, что те слишком сильны для них. Леорио, который не в состоянии использовать Дзэцу, чтобы скрыть свою ауру, возвращается домой, а Гон и Киллуа стараются проследить куда пойдут Нобунага и Мати. В итоге оба мальчика оказываются в плену у «пауков». Тем временем 10 Крёстных отцов создают команду из лучших убийц, чтобы расправиться с «Труппой теней». В неё, в том числе вошли Сильва и Зенон из семьи Зольдик, а также Курапика, которого рекомендовал его босс. | |                 |
| 59 | Гнездо пауков × Пленник × Убийственная техника «Kumo no Su × Toraware × Koroshi Waza» (蜘蛛の巣×とらわれ×殺し技)                        | 3 марта 2001    |
| «Пауки» подозревают, что Гон и Киллуа следили за ними по приказу «парня с цепями», но так как мальчики даже не подозревают, что это Курапика, то чтение их воспоминаний, осуществлённое Пакунодой, доказало непричастность ребят к убийце Увогина. Нобунага, который был другом Уво, заставляет Гона бороться с ним на руках, раз за разом побеждая мальчика. «Пауки» решают отпустить ребят, не видя с их стороны опасности для себя. Нобунага, чувствуя в Гоне много общего с его погибшим другом (и Уво и Гон имеют один и тот же тип Хацу — «Усиление»), просит мальчика присоединиться к «Труппе теней». Гон отказывается, но Нобунага не хочет его отпускать и оставляет обоих ждать возвращения Хролло.                                                                                         | |                 |
| 60 | Курапика × Команда убийц × Зольдик «Kurapika × Ansatsudan × Zorudikku» (クラピカ×暗殺団×ゾルディック)                                   | 10 марта 2001   |
| Гон и Киллуа смогли перехитрить Нобунагу и сбежать. Киллуа сообщает Гону о том, что по его мнению «парень с цепями» это Курапика. Они пытаются связаться с ним, но не могут дозвониться. Неон, которую по приказу отца должны увезти из Йоркнью, смогла убежать от своей охраны, но её не пускают на аукцион. На помощь девушке приходит Хролло, своими дружелюбием и помощью сумевший получить от Неон пророчество. Он помогает ей пройти в здание в котором должен пройти аукцион, а затем неожиданно бьёт её, лишая сознания. | |                 |
| 61 | Место встречи Пауков × Семья Зольдик × Последняя битва «Kumo Shūketsu × Zoru ke × Saishū Kessen no Toki» (クモ集結×ゾル家×最終決戦の時) | 17 марта 2001   |
| Тем временем убийцы, нанятые 10 Крёстными отцами, атакуют Хролло, но погибают один за одним. Главари мафии постепенно теряют терпение, но Зольдики успокаивают их. Зенон с помощью своего Нэн начинает искать Хролло в здании. В это время другие члены «Труппы теней» идут вперёд, легко разгромив все мафиозные силы. Курапика замечает, что кто-то выложил фотографии Неон на сайте Охотников и сообщает об этом её отцу, Лайту Ностраде, который также прибыл на аукцион. Нострада в бешенстве: он столько лет скрывал свою дочь ото всех. | |                 |
| 62 | Курапика × Друзья × Конец Пауков «Kurapika × Nakama × Kumo no Saigo» (クラピカ×仲間×クモの最期)                                         | 31 марта 2001   |
| Зенон и Сильва дуэтом атакуют Хролло. Люцильфера спасает его предусмотрительность. Ранее он нанял сразу троих Зольдиков, Иллуми, Маха и Каллуто, чтобы они убили 10 Крёстных отцов. В решающий момент, когда смерть Хролло уже близка, Иллуми сообщает отцу, что выполнил свой заказ. Потеряв заказчиков, Зенон и Сильва тут же теряют интерес к Хролло и уходят. Чтобы успокоить мафиозное сообщество ему подкидывают трупы, якобы, всех членов «Труппы теней» во главе с Хролло. Подпольный аукцион начинается в соответствии с планом. Курапика, одновременно успокоенный и обескураженный исполнением своей мести, встречается с Гоном, Киллуа и Леорио. Пора жить дальше. В последние секунды эпизода Хисока посылает Курапике SMS, сообщая ему, что трупы поддельные.                            | |                 |

## OVA

### Hunter x Hunter Ova 1
Экранизация четырёх томов (с 12-го по 15-й) одноимённой манги Ёсихиро Тогаси, сделанная Nippon Animation и режиссёром Сатоси Сага. Состояла из восьми эпизодов. Впервые показана на ТВ в период с 17 января по 17 апреля 2002 года.
| 1 | Паук x Труп x Подделка «Kumo × Shitai × Feiku» (蜘蛛×死体×フェイク)                                                        | 17 января 2002  |
| Хролло считает операцию законченной и готовится покинуть Йоркнью, но Нобунага требует найти «парня с цепями», убившего его друга. Курапика, Гон, Киллуа и Леорио узнают, что «пауки» по-прежнему живы, а их трупы были поддельными. Связь Хисоки с «парнем с цепями» разоблачена. Мафия отказалась от поисков оставшихся «пауков», но Курапика собирается исполнить свою месть. Леорио, Гон и Киллуа решили ему помочь. | |                 |
| 2 | Друзья × Костюмы × Адское ухо «Hakama × Hensō × Jigoku Mimi» (仲間×変装×地獄耳)                                            | 17 января 2002  |
| Команда Курапика решает как найти «Труппу теней». Тем временем, «пауки» решают остаться и найти «парня с цепями». Курапика рассказывает про свои возможности и назначение цепей. Кортопи по приказу Хролло создаёт 10 поддельных баз «Труппы теней», чтобы ввести в заблуждение врагов. К команде Курапики присоединилась Сэнрицу.                                                                                      | |                 |
| 3 | Преследование x Бегство x Пауки на марше «Tsuiseki × Tōbō × Hashiridashita Kumo» (追跡×逃亡×走り出した蜘蛛)                | 2 февраля 2002  |
| Пока команда Курапики выслеживает «пауков», «Труппа теней» ищет «использующего цепь». Пока Сэнрицу и Киллуа вдвоём ведут наблюдение «пауками», Курапика, Гон и Леорио готовят засаду. «Пауки» разделились. Трое во главе с Хролло готовы атаковать Курапику и Гона, а ещё трое преследуют Сквало, приняв его за «использующего цепь». Киллуа и Сэнрицу спешат на помощь.                                                | |                 |
| 4 | Заложники × Незначительные ошибки × Сообщённые эмоции «Hitojichi × Mushikera × Tsutawatta Omoi» (人質×虫けら×伝わった思い) | 20 февраля 2002 |
| Киллуа и Гон отвлекают внимание от Курапики. Хролло приказывает их схватить. Тем временем, другая тройка «пауков» убивает Сквало, забрав его воспоминания о Курапике. Киллуа и Гон приводят в отель, а между тем, Курапика, Леорио и Сэнрицу создали план. | |                 |
| 5 | Отсчёт × Тьма × Освобождённая цепь «Jihō × Kurayami × Hanatareta Kusari» (時報×暗闇×放たれた鎖)                            | 20 марта 2002   |
| Пакунода собирается вновь извлечь память у ребят. Гон и Киллуа пытались сбежать, но безуспешно. Зато Курапике удалось захватить босса «пауков». | |                 |
| 6 | Спор × Распад × Качающийся Кулак «Chōhatsu × Bunretsu × Furiageta Kobushi» (挑発×分裂×振り上げた拳)                        | 20 марта 2002   |
| Обе стороны остались ни с чем. «Пауки» потеряли босса, а Курапика и Леорио своих друзей. Начинаются переговоры. | |                 |
| 7 | Обмен × Месть × Цепь правосудия «Kōshō × Fukushū × Rissuru Kusari» (交渉×復讐×律する鎖)                                    | 17 апреля 2002  |
| Курапика готов отпустить Хролло в обмен на Гона и Киллуа, предварительно применив против лидера «пауков» цепь правосудия. Он запретил ему пользоваться Нэн и связываться с кем-то из «Труппы теней» под угрозой мгновенной смерти. Также Курапика применил цепь правосудия и против Пакуноды, запретив ей рассказывать «паукам» о себе. Когда начинается обмен неожиданно появляется Хисока.                            | |                 |
| 8 | Чувства × Безнадёжность × Крушение пауков «Omoi × Dannen × Hikisakareta Kumo» (想い×断念×引き裂かれたクモ)                 | 17 апреля 2002  |
| Хисока требует боя с Хролло, угрожая иначе убить Гона и Киллуа. Наконец-то обмен состоялся. Хисока, узнав, что Нэн-способности Хролло резко сократились, потерял интерес к бою с ним. Выяснилось, что его татуировка «паука», подтверждающая членство в «Труппе теней», была поддельной. Пакунода передаёт свои воспоминания шести членов «Труппы теней» и умирает за нарушение запрета Курапики.                       | |                 |

### Hunter x Hunter — Остров Жадности
Экранизация четырёх томов (с 16-го по 19-й) одноимённой манги Ёсихиро Тогаси, сделанная Nippon Animation и режиссёром Юкихиро Мацусита. Состояла из восьми эпизодов. Впервые показана на ТВ в период с 19 февраля по 21 мая 2003 года.
| 1 | Аукцион × План × 80 % «Kyōbai × Sakusen × 80 Pāsento» (競売×作戦×80パーセント)                    | 5 февраля 2003 |
| Курапика тяжело болен. Тем временем Киллуа и Гон по прежнему намерены купить игру «Остров Жадности». Гон придумал план, для реализации которого он вместе с Киллуа и Зепайлом отправляются на Южный аукцион, где встречают «пауков» Финкса и Фэйтаня, которые, впрочем, настроены миролюбиво. Оставшиеся члены «Труппы теней» решают что им делать дальше. Начинаются торги по лоту «Игра „Остров Жадности“». Покупателем стал миллиардер Баттера. Гону и Киллуа предлагают ему свои услуги по прохождению игры. Тем временем Финкс и Фэйтань похищают копию игры. |                                                                                                   |                |
| 2 | Электричество × Аура × Специальная атака «Denki × Ōra × Hissatsuwaza» (電気×オーラ×必殺技)        | 5 февраля 2003 |
| Цезугера, глава команды Охотников, созданной Баттерой для прохождения «Острова Жадности», отказывается брать Гона и Киллуа, считая их недостаточно сильными. У ребят есть 4 дня чтобы улучшить свой Нэн. Тем временем, «пауки» Финкс и Фейтан присоединяются к игре. Курапика, несколько оправившись от болезни, вместе с Сэнрицу возвращается к своему боссу. Пока Киллуа учится с помощью Хацу владеть электричеством, Гон пытается стать сильнее, объединяя все основные техники Нэн.                                                                           |                                                                                                   |                |
| 3 | Рэн × Испытания × Путь каждого «Ren × Shiren × Sorezore no Ippo» (練×試練×それぞれの一歩)         | 5 марта 2003   |
| Гон и Киллуа проходят испытание Цезугеры. Друзья расстаются. Леорио отправляется учиться, а Гон и Килула переезжают в особняк Баттеры, где входят в игру. |                                                                                                   |                |
| 4 | Начало × Заклинание × Город призов «Sutāto × Jumon × Kenshō no machi» (スタート×呪文×懸賞の街)    | 5 марта 2003   |
| Войдя в игру Гон узнаёт, что она не поможет ему найти отца. Также он наконец выясняет содержимое карты памяти, которую ему оставил отец. Вместе Киллуа и Гон делают свои первые шаги на Острове Жадности. Внезапно Киллуа атакован игроком Латарза, который применил в отношении него неизвестное заклинание. Вдвоём ребята идут в Город Призов Антокиба, где каждый месяц здесь проводятся конкурсы с призами. Гон и Киллуа зарабатывают свои первые карты, а затем видят как человек, которого вошёл в игру вместе с ними, погибает от загадочного взрыва.       |                                                                                                   |                |
| 5 | Вербовка × Список × Первое — Камень! «Kanyū × Risuto × Saisho wa Gū!» (勧誘×リスト×最初はグー!)   | 19 марта 2003  |
| «Пауки» Шалнарк, Сидзуку и Кортопи присоединились к игре. Гона и Киллуа приглашают вступить в альянс игроков, который рассчитывают совместно пройти игру, но ребята отказались. Гона и Киллуа завоёвывают свою первую серьёзную карту в «Камень, Ножницы, Бумага». |                                                                                                   |                |
| 6 | Полученная × Потерянная × Адская карта «Toru × Torareru × Kādo Jigoku» (奪る×奪られる×カード地獄) | 19 марта 2003  |
| Гон и Килула продолжают игру, но карту, которую они выиграли, у них отбирают более опытные игроки. Ребята решают посетить город магии Масадора, где можно приобрести Карты Заклинаний, необходимые для защиты. К ним присоединяется девочка Бискет Крюгер, также нанятая Баттерой. Шалнарк, Сидзуку и Кортопи изучают Остров Жадности, приходя к выводу, что они не в игре, а в реальном мире. Неизвестный звонит Хисоки. |                                                                                                   |                |
| 7 | Бандит × Монстр × Бискет «Sanzoku × Kaibutsu × Bisuketto» (山賊×怪物×ビスケット)                  | 16 апреля 2003 |
| По пути в город Масадора Гон и Киллуа вначале встречают бандитов, затем наступает очередь монстров. Биски следует за ними, разочарованная тем, что ребята ещё совсем «зелёные». Не сдержавшись, она вмешивается и помогает мальчикам, став их учителем. Тем временем, «пауки» решают проходить игру своими методами. |                                                                                                   |                |
| 8 | Обучение × Самородки × Руки-ножницы «Shūgyou × Genseki × Shizā Hanzu» (修行×原石×シザーハンズ)    | 16 апреля 2003 |
| На Гона, Киллуа и Биски нападает Биноруто, охотник за головами. Они подчиняет его и Биски даёт ему шанс на жизнь, используя его для обучения мальчиков в течение двух недель. |                                                                                                   |                |

### Hunter x Hunter — Остров Жадности. Финал
Экранизация семи томов (с 20-го по 26-й) одноимённой манги Ёсихиро Тогаси, сделанная Nippon Animation и режиссёром Тосикацу Токоро. Состояла из 14 эпизодов. Впервые показана на ТВ в период с 3 марта по 18 августа 2004 года.
| 1 | Масадора × Большие успехи × Дьявольский подрывник «Masadora × Yakushin × Bakuhatsu Ma» (マサドラ×躍進×爆発魔) | 18 февраля 2004 |
| Занимаясь в горах под руководством своего нового учителя Гон и Киллуа узнали много нового о своих способностях и многому научились. Тем временем, «пауки» попытались проникнуть на Остров Жадности извне, но были остановлены Гейммастером Рейзором. Альянсу игроков удалось собрать 90 карт из нужных 100, но стал жертвой шантажа со стороны подрывника Генсру. | |                 |
| 2 | Без Нэн × Новый год × Экзамен на охотника «Jonen × Shinnen × Hantā Shiken» (除念×新年×ハンター試験)           | 18 февраля 2004 |
| Киллуа выходит из игры, чтобы вновь сдать экзамен Охотника. Гон всё ещё развивает свои способности с Биски. Абенгейн, не веря подрывнику, рассказывает о нём Гону и Биски, а затем с помощью своей Нэн-способности Экзорцизм избавляется от бомбы. Генсру, получив вожделенные карты, подрывает бомбы. Тем временем, Киллуа легко становится Охотником после того как во время Первого этапа экзамена нокаутировал всех других испытуемых. | |                 |
| 3 | Столкновение × Хролло × Девочка золотого песка «Sōgū × Kuroro × Kinpun Shōjo» (遭遇×クロロ×金粉少女)          | 3 марта 2004    |
| Гон, Киллуа и Биски экспериментируют с купленными Картами заклинаний. На Острове Жадности появляется Хисоку, который вошёл в игру под именем Хролло. Тем временем, становится ясно, что Неон Ностраде больше не может предсказывать будущее. Биски, решив, что ребята достаточно натренированы, предложила вернуться к прохождению игры. Все трое начинают собирать карты. | |                 |
| 4 | Контакт × Рейзор × Объединённый фронт «Sesshōku × Reizā × Kyōdōsensen» (接触×レイザー×共同戦線)               | 3 марта 2004    |
| Гон и Киллуа собрали уже 51 карту из 100 необходимых, чтобы выиграть игру. Трое подрывников смогли собрать 96 карт, когда игроки решают объединиться и выступить единым фронтом, чтобы не допустить их победы. Для этого решено монополизировать одну из тех карт в которых нуждаются подрывники. Новый альянс вместе с Гон, Киллуа и Биски в поисках нужной карты добрались до главаря пиратов Рейзора и его 14 дьяволов. | |                 |
| 5 | Снова встреча × Хисока × Спортивное испытание «Saikai × Hisoka × Supōtsu Shōbu» (再会×ヒソカ×スポーツ勝負)    | 7 апреля 2004   |
| Чтобы получить вожделенную карту надо выгнать пиратов из города. Рейзор предложил устроить серию спортивных поединков один-на-один до восьми побед. Гон, Киллуа и Биски проиграли свои поединки, желая скрыть свои возможности и побольше узнать о соперниках. Итогом стала победа дьяволов Рейзора со счётом 8:0. После этого Гон, Киллуа и Биски организовали более сильную команду, в которую вошли в том числе Хисоку и Цезугера. | |                 |
| 6 | Маяк × 8 человек × Создатель игры «Tōdai × Hachinin × Gēmu Masutā» (灯台×8人×ゲームマスター)                  | 7 апреля 2004   |
| Новая команда бросает вызов Рейзору и его дьяволам. Они легко проходит первые поединки. При счёте 4:0 в пользу команды Гона Рейзор объявил смертельные Нэн-вышибалы 8 на 8. | |                 |
| 7 | Джан × Кен × Камень «Jan × Ken × Gū» (ジャン×ケン×グー)                                                       | 28 апреля 2004  |
| Гон использует свои новые способности чтобы устоять под ударами Рейзора и ответить. В конце концов против одного Рейзора остаются только обессиленный Гон, а также травмированные Киллуа и Хисоку. Цезугера берёт тайм-аут. | |                 |
| 8 | Объединение × Влияние × Жвачка Банджи «Gōtai × Shōgeki × Banjī Gamu» (合体×衝撃×バンジーガム)                 | 28 апреля 2004  |
| Рэйзор концентрирует все силы для решающего удара. Гон, Киллуа и Хисоку объединили свои способности, чтобы поймать мяч. Ответный удар и команда Гона выигрывает. После этого гейм-мастер рассказывает Гону о его отце. Команда Гона получают нужную карту. Хисока расстаётся с ними и идёт своим путём, а Цезугера предлагает сохранить команду для совместной борьбы с подрывниками. | |                 |
| 9 | Борьба × Пинок × Объявление войны «Kyōtō × Pinchi × Sensenfu» (共闘×ピンチ×宣戦布告)                          | 2 июня 2004     |
| Генсру требует отдать ему карту. Гон бросает подрывникам вызов. Битва неизбежна. Тем временем, «пауки» отыскали Нэн-экзорциста, нужного им чтобы освободить своего босса. Цезугера обещает тянуть время, что бы у Гона и Киллуа была возможность подлечиться и вместе с Биски разработать план сражения. Цезугера больше не может убегать от подрывников и вынужден выйти из игры, рассчитывая вернуться через 5 дней. Подрывники последовали за ним. | |                 |
| 10 | Разделение × Подготовка × Начало битвы «Harikomu × Junbi × Chisen Kaishi» (張り込み×準備×血戦開始)            | 2 июня 2004     |
| Цезугера не вернулся в игру и через 10 дней его сохранение было стёрто. Гон, Киллуа и Биски готовы к бою. Любовница Баттеры, ради спасения которой ему нужны были «волшебные» карты Острова Жадности, умерла. Отныне миллиардера не волнуют карты и награда за прохождение игры будет отменена. Тем временем, начинается решающая схватка. Гон, Киллуа и Биски против подрывников. | |                 |
| 11 | Биски × Киллуа × Новая особенная атака «Bisuke × Kirua × Shin Hissatsuwaza» (ビスケ×キルア×新必殺技)          | 30 июня 2004    |
| Пока Гон дерётся с Генсру, Киллуа и Биски выигрывают свои бои. | |                 |
| 12 | Энергия × Гё × Маленький цветок «Kiryoku × Gyō × Hitonigiri no Kayaku (Ritoru Furāwa)» (気力×凝×一握りの火薬) | 30 июня 2004    |
| Гон всё ещё сражается с Генсру. Мальчик теряет кисть левой руки руки, но сумел при этом ранить Генсру. | |                 |
| 13 | Жестокость × Решимость × Кульминация «Reikoku × Getsui × Saishū Kyokumen (Kuraimakusu)» (冷酷×決意×最終局面)  | 18 августа 2004 |
| Гон побеждает Генсру и забирает все его карты. С помощью карты «Дыхание Архангела» Гону возвращают потерянную кисть. Цель ребят достигнута, в общей сложности они собрали 99 карт. По всему острову объявляется викторина для получения последней сотой карты с номером 000. | |                 |
| 14 | Игра × Все прояснилось × Конец «G.I (Gēmu) × Zen Kuri × Daidanen» (G·I×全クリ×大団円)                         | 18 августа 2004 |
| Гон, ответив на 87 вопросов из 100, выигрывает сотую карту и получает инструкции как попасть в замок Лимейро, доступный только тем, кто собрал 99 карт и выиграл викторину. Там он встречает 2 гейм-мастеров. В награду Гон получает от них папку, с помощью которой можно взять в «реальный» мир три карты Острова Жадности. Также гейммастера рассказывают Гону о себе и других создателях игры. После праздника в честь победителя Гон, Киллуа и Биски выбирают по карте и заканчивают игру. Покинув Остров Жадности, Гон и Киллуа используют карту «Сопровождение», чтобы перенестись к игроку с именем «Nigg», которое, как считает Гон, является псевдонимом его отца. | |                 |

## Музыкальное сопровождение
Открывающие композиции
| Название                                      | Ромадзи                    | Исполнитель | Композитор   | Серии |
| おはよう                                      | Ohayo                      | Кено        | Хиро         | 1-48  |
| 太陽は夜も輝く / たいよう は よる も かがやく | Taiyou wa Yoru mo Kagayaku | Wino        | Дзюн Ёсимура | 49-62 |

Закрывающие композиции
| Название                         | Ромадзи                         | Исполнитель  | Композитор      | Серии |
| 風のうた / かぜ の うた          | Kaze no Uta                     | Минако Хонда | Тосихико Сахаси | 1-31  |
| Eじゃん-Do You Feel Like I Feel? | E-Jan - Do You Feel Like I Feel | Масато Нагаи | Масато Нагаи    | 32-50 |
| 蛍 / ほたる                      | Hotaru                          | Масато Нагаи | Масато Нагаи    | 51-62 |